# Kip Stephen Thorne
Kip Stephen Thorne  [kíp stéven θórn], ameriški fizik, astrofizik, kozmolog in nobelovec, * 1. junij 1940, Logan, Utah, ZDA.
Thorne je znan po svojih prispevkih k gravitacijski fiziki in astrofiziki. Bil je in je dolgoletni prijatelj in kolega Stephena Hawkinga in Carla Sagana. Do leta 2000 je bil Feynmanov profesor teoretične fizike na Kalifornijskem tehnološkem inštitutu (Caltech). Je eden od svetovnih vodilnih strokovnjakov na področju astrofizikalnih posledic Einsteinove splošne teorije relativnosti. Še vedno je raziskovalec in svetovalec v znanosti. Še posebej je znan po sodelovanju kot znanstveni svetovalec pri Nolanovem filmu Medzvezdje (Interstellar). Skupaj s svojim nekdanjim doktorskim mentorjem Wheelerjem in Misnerjem je leta 1973 izdal vplivni učbenik splošne teorije relativnosti in fizikalne kozmologije Gravitacija (Gravitation). Iz njega se je učila večina sedanje generacije znanstvenikov o splošni teoriji relativnosti.
V letu 2017 je skupaj z Weissom in Barishem prejel Nobelovo nagrado za fiziko »za ključne prispevke k detektorju LIGO in opazovanju gravitacijskega valovanja«.

## Življenje in kariera
Rodil se je v družini profesorjev Državne univerze Utaha, agronoma Davida Wynnea Thornea (1908–1979) in ekonomistke Alison Thorne, rojene Comish. Zrasel je v akademskem okolju. Dva od njegovih štirih sorojencev sta tudi postala profesorja. Thorneova starša sta bila člana Cerkve Jezusa Kristusa svetih iz poslednjih dni (mormonska cerkev) in sta vzgojila sina v veri svetih iz poslednjih dni, čeprav se je izjasnil za ateista. Glede svojih pogledov na znanost in religijo je Thorne izjavil: »Veliko mojih najodličnejših kolegov je precej pobožnih in verjamejo v Boga [...] Ne obstaja osnovna nezdružljivost med znanostjo in religijo. Jaz slučajno ne verjamem v Boga.«
Thorne se je že zelo zgodaj hitro odlikoval v akademskem življenju. Postal je eden najmlajših rednih profesorjev v zgodovini Caltecha. Diplomiral je na Caltechu leta 1962. Doktoriral je na Univerzi Princeton leta 1965. Svojo doktorsko disertacijo z naslovom Geometrodynamics of Cylindrical Systems je napisal pod Wheelerjevim mentorstvom. Kot izredni profesor se je vrnil na Caltech leta 1967. Leta 1970 je tam postal profesor teoretične fizike, leta 1981 profesor Williama R. Kenana mlajšega, leta 1991 pa Feynmanov profesor teoretične fizike. Junija 2009 je prepustil Feynmanovo profesuro in je sedaj zaslužni Feynmanov profesor teoretične fizike. Posvetil se je tudi pisanju in svetovanju pri snemanju filmov. Njegov prvi filmski projekt je bil Medzvezdje, kjer je sodeloval z režiserjem Nolanom in bil izvršni producent filma.
Bil je mentor in svetovalec pri disertacijah več vodilnih teoretikov, ki sedaj delajo na področju opazovalnih, eksperimentalnih in astrofizikalnih vidikov. Približno 50 fizikov je na Caltechu prejelo doktorate pod njegovim osebnim mentorstvom.
Thorne je znan po svoji sposobnosti izražanja navdušenosti in pomembnosti odkritij v gravitacijski fiziki in astrofiziki tako za strokovno kot za laično občinstvo. Leta 1999 je podal nekaj domnev o tem kateri odgovori se bodo v 21. stoletju našli na naslednja vprašanja:
- ali obstaja »temna stran vesolja« v katerem so telesa, kot so črne luknje?
- ali se lahko opazuje rojstvo vesolja in njegovo temno stran s pomočjo sevanja nastalega iz prostorskočasovnega popačenja, oziroma »gravitacijskega valovanja«?
- ali bo tehnologija 21. stoletja razkrila kvantno obnašanje v področju teles velikosti človeka?

Njegove predstavitve o temah, kot so črne luknje, gravitacijsko sevanje, relativnost, časovno potovanje in črvine, so vključili v oddaje PBS v ZDA in na BBC v Združenem kraljestvu.
Thorne in Linda Jean Peterson sta se poročila leta 1960. Njuna oroka sta Kares Anne in Bret Carter, arhitekt. Thorne in Petersonova sta se ločila leta 1977. Thorne in njegova druga žena Carolee Joyce Winstein, profesorica biokineziologije in fizikalne terapije na Univerzi Južne Kalifornije (USC), sta se poročila leta 1984.

## Raziskovanje in dosežki
Njegovo raziskovanje se je v glavnem osredotočalo na relativistično astrofiziko in gravitacijsko fiziko s poudarkom na relativističnih zvezdah, črnih luknjah in še posebej gravitacijskem valovanju. Javno je verjetno najbolj znan po svoji sporni teoriji, da se lahko s pomočjo črvin verjetno doseže časovno potovanje. Njegovi znanstveni dosežki, ki se osredotočajo na splošne značilnosti prostora, časa in gravitacije, drugače v celoti obsegajo teme iz splošne teorije relativnosti.

### Gravitacijsko valovanje in LIGO
Ukvarjal se je z napovedjo jakosti gravitacijskega valovanja in njegovega časovnega odtisa v opazovanjih z Zemlje. Ti »odtisi« imajo velik pomen za gravitacijski observatorij LIGO (Laser Interferometer Gravitational Wave Observatory) večinstitucionalni preskus gravitacijskega valovanja za katerega je bil vodilni zagovornik. Leta je 1984 je bil soustanovitelj Projekta LIGO, ki je bil največji projekt kadarkoli financiran s strani NSF. Cilj projekta je bil zaznati in izmeriti fluktuacije med dvema ali več 'statičnimi' točkami – takšna nihanja bi bila dokaz za gravitacijsko valovanje, kot jih opisujejo izračuni. Pomemben vidik njegovega raziskovanja je razvoj matematičnih metod za analizo teh pojavov. Thorne je izvedel tudi tehnične analize konstrukcije gradnikov observatorija LIGO, ki jih ni bilo mogoče razviti na osnovi preskusa, in je dal nasvete za podatkovno analizo algoritmov, po katerih bi se valovanje zaznalo. Zagotovil je teoretično podporo projektu vključno z identifikacijo virov gravitacijskega valovanja, ki bi bili tarča detektorja, in razvil pregrade za nadzor sipanja svetlobe v žarkovnih ceveh LIGO. V sodelovanju z raziskovalno skupino Braginskega iz Moskve je izumil kvantne neporušitvene konstrukcije za napredne detektorje gravitacijskega valovanja in načine za omejitev najpomembnejše vrste šuma v naprednih detektorjih – termoelastičnega šuma. Skupaj s Cavesom je izumil pristop s povratnim delovanjem in izogibanjem (back-action-evasion) za kvantne neporušitvene meritve harmoničnih oscilatorjev. Ta tehnika je uporabna tako pri zaznavanju gravitacijskega valovanja kot tudi v kvantni optiki.
11. februarja 2016 je skupina štirih fizikov, ki je predstavljala mednarodno znanstveno sodelovanje inštitutov in raziskovalnih skupin LIGO Scientific Collaboration, objavila, da so 14. septembra 2015 z LIGO posneli odtis trka dveh črnih lukenj 1,3 milijarde svetlobnih let daleč in ga poimenovali GW150914. Ta posneta zaznava je bilo prvo neposredno opazovanje signala gravitacijskega valovanja in je potrdilo pomembno napoved Einsteinove splošne teorije relativnosti.

### Kozmologija črnih lukenj
Med doktorskim študijem na Univerzi Princeton mu je Wheeler kot mentor dal nalogo poiskati ali bo valjni sveženj odbijajočih se silnic magnetnega polja implodiral zaradi lastne privlačne gravitacijske sile. Po več mesecih spopadanja s problemom je Thorne dokazal, da je to nemogoče.:262–265 Zakaj valjni sveženj silnic magnetnega polja zaradi lastne gravitacijske sile ne bo implodiral, sferne zvezde pa bodo? Thorne je poskušal raziskati teoretični prepad med tema dvema pojavoma. Nazadnje je našel, da lahko gravitacijska sila prevlada nad vsem notranjim tlakom le kadar je telo stisnjeno v vseh smereh. Da bi izrazil to ostvaritev je predlagal domnevo obroča z opisom implodirajoče zvezde, ki se spreminja v črno luknjo, ko se lahko kritični obseg nastalega obroča postavi okrog nje in začne vrteti. Tako mora biti vsako telo z maso {\displaystyle m\!\,} obdano z vrtečim se obročem z obsegom {\displaystyle 4\pi \kappa m/c^{2}\!\,} črna luknja.:266–267:189–190
Kot orodje za obe področji astrofizike in teoretične fizike so Thorne in njegovi študentje (Richard Henry Price, D. A. Macdonald) razvili nenavaden pristop, poenostavljen model imenovan »membranska paradigma«, k teoriji črnih lukenj in ga uporabili pri razjasnitvi Blanford-Znajekovega mehanizma po katerem lahko črne luknje oskrbujejo z energijo nekatere kvazarje in aktivna galaktična jedra.:405–411 Po tem modelu so črne luknje tanke, klasične ploskve (opne ali membrane) in se jih obravnava na njihovem dogodkovnem obzorju.
Thorne je raziskal kvantni statističnomehanski izvor entropije črnih lukenj. S podoktorskim študentom Żurekom je pokazal, da je entropija črne luknje logaritem števila na koliko načinov črna luknja lahko nastane.:445–446
Z Novikovom in Pageom je razvil splošno relativistično teorijo tankih akrecijskih diskov okrog črnih lukenj in jo uporabil pri izpeljavi, da bo s podvojitvijo mase s takšno akrecijo črna luknja imela 0,998 največjega spina, ki ga dovoljuje splošna teorija relativnosti, in nič več. To je verjetno največji spin črne luknje dovoljen v naravi.

### Črvine in časovno potovanje
Thorne in njegovi sodelavci na Caltechu so izvedli znanstvene raziskave ali zakoni fizike dovoljujejo prostoru in času, da sta večkratno povezana (ali obstajajo klasične prehodne črvine in časovni stroji). S Sung-Wonom Kimom je Thorne identificiral občeveljavni fizikalni mehanizem (eksplozivno rast vakuumske polarizacije kvantnih polj, ki prostoru-času morda lahko vedno preprečijo razvitje sklenjenih časovnih krivulj.
Z Mikeom S. Morrisom in Ulvijem Yurtseverjem je pokazal, da prehodne lorentzovske črvine v strukturi prostora-časa lahko obstajajo le, če so vdete vanj s kvantnimi polji v kvantnih stanjih, ki kršijo pogoj povprečene ničelne energije, oziroma da imajo negativno normalizirano energijo razpršeno po dovolj velikem območju. To je sprožilo raziskave odkrivanja zmožnosti kvantnih polj, da posedujejo takšno razširjeno negativno energijo. Nedavni Thorneovi izračuni nakazujejo, da preproste mase, ki potujejo skozi prehodne črvine, nikoli ne vzbudijo paradoksov – ne obstajajo nikakršni začetni pogoji, ki bi vodili do paradoksov po tem, ko se časovno potovanje enkrat že začne. Če bi se njegovi rezultati lahko posplošili, bi kazali na to, da noben od predvidenih paradoksov, formuliranem v zgodbah o časovnem potovanju, dejansko ne bi mogel biti formuliran na eksaktnem fizikalnem nivoju. To pomeni, da lahko vsako stanje v zgodbi o časovnem potovanju dovoljuje mnogo skladnih rešitev.

### Relativistične zvezde, mnogopolni momenti in druga prizadevanja
Skupaj z Żytkowovo je predvidel obstoj zvezd rdečih nadorjakinj z jedri degeneriranih nevtronskih zvezd (telo Thornea in Żytkowe (TŻO)). Postavil je temelje za teorijo pulzacij relativističnih zvezd in gravitacijskega sevanja, ki ga oddajajo. S Hartleom je iz splošne teorije relativnosti izpeljal zakone gibanja in precesije črnih lukenj in drugih relativističnih teles, vključno z vplivom sklopitve njihovih mnogopolnih momentov na ukrivljenost prostora-časa bližnjih teles. Thorne je tudi teoretično predvidel obstoj univerzalne antigravitirajoče eksotične snovi – element potreben za pospeševanje stopnje širjenja Vesolja, ki ohranja prehodno črvino »zvezdnih vrat« odprto in časovno geodetko prosto plavajočo, tako da pogoni warp lahko delujejo. Z Willom in svojimi drugimi študenti je postavil temelje za teoretično interpretacijo preskusov relativističnih teorij gravitacije – temelje, na katerih so Will in drugi potem gradili. Thorne se je zanimal za izvor klasičnega prostoa in časa iz kvantne pene teorije kvantne gravitacije.

## Publikacije
Thorne je napisal in uredil knjige o gravitacijski teoriji in visokoenergijski astrofiziki. Leta 1973 je bil soavtor učbenika Gravitacija (Gravitation z Misnerjem in svojim nekdanjim mentorjem Wheelerjem. Po Baezu in Chrisu Hillmanu je to ena najboljših znanstvenih knjig vseh časov in je navdihnila dve generaciji študentov.
Leta 1994 je objavil knjigo Black Holes and Time Warps: Einstein's Outrageous Legacy za neznanstvenike, ki je prejela številne nagrade. Knjigo so objavili v šestih jezikih, izdaje v kitajščini, italijanščini, češčini in poljščini pa so v tisku. Leta 2014 je objavil knjigo The Science of Interstellar v kateri je opisal znanost v povezavi z Nolanovim filmom Medzvezdje. Nolan je napisal predgovor h knjigi. Septembra 2017 sta Thorne in Blandford objavila učbenik Modern Classical Physics: Optics, Fluids, Plasmas, Elasticity, Relativity, and Statistical Physics, ki pokriva šest glavnih poglavij fizike navedenih v naslovu.
Njegovo delo se je pojavilo v publikacijah, kot so med drugim: 
- Scientific American,[navedi vir]
- McGraw-Hill Yearbook of Science and Technology,[navedi vir] in
- Collierova enciklopedija (Collier's Encyclopedia)[navedi vir].

Thorne je objavil več kot  150 člankov v znanstvenih revijah.

## Priznanja

### Nagrade in častni naslovi
Thornea so izbrali za člana:
- Ameriške akademije umetnosti in znanosti (1972),[42]
- Nacionalne akademije znanosti ZDA,
- Ruske akademije znanosti,
- Ameriškega filozofskega društva.

Podelili so mu številne nagrade, med njimi: 
- nagrado za znanstveno pisanje v fiziki in astronomiji, Ameriški fizikalni inštitut (AIP),
- nagrado za znanstveno pisanje, Društvo ΦΒΚ,
- Lilienfeldovo nagrado, Ameriško fizikalno društvo (APS) (1996),
- medaljo Karla Schwarzschilda, Nemško astronomsko društvo (AG) (1996),
- Robinsonovo nagrado za kozmologijo, Univerza v Newcastleu,
- Common Wealth Awards for Science and Invention, Znanstveno raziskovalno častno društvo ΣΞ,
- nagrado znanstvenik leta Kalifornije, Kalifornijski znanstveni center (2003),
- medaljo Alberta Einsteina, Društvo Alberta Einsteina, Bern, Švica (2009),
- Unescovo medaljo Nielsa Bohra, UNESCO (2010),[43]
- posebno prebojno nagrado za osnovno fiziko (2016),[44]
- Gruberjevo nagrado za kozmologijo (skupaj z Ronaldom Dreverjem in Rainerjem Weissom) (2016),[45]
- Shawovo nagrado (skupaj z Ronaldom Dreverjem in Rainerjem Weissom) (2016),[46]
- Kavlijevo nagrado za astrofiziko (skupaj z Ronaldom Dreverjem in Rainerjem Weissom) (2016),[47]
- Tomallaovo nagrado za izjemne prispevke k splošni teoriji relativnosti in gravitaciji (2016),[48]
- nagrado Georgesa Lemaîtreja (2016),
- Harveyevo nagrado (skupaj z Ronaldom Dreverjem in Rainerjem Weissom) (2016),[49]
- nagrado ameriške iznajdljivosti v kategoriji fizikalnih znanosti revije Smithsonian (skupaj z Rainerjem Weissom in Barryjem Clarkom Barishem) (2016),[50]
- Nagrade Princesa de Asturias za tehniško in znanstveno raziskovanje (skupaj z Rainerjem Weissom in Barryjem Clarkom Barishem) (2017),[51]
- Nobelovo nagrado za fiziko (skupaj z Rainerjem Weissom in Barryjem Clarkom Barishem) (2017).[52]

Bil je štipendist Woodrowa Wilsona, Danforthov štipendist, Guggenheimov štipendist in Fulbrightov štipendist. Prejel je tudi naziv častnega doktorja humanističnih ved Diplomske univerze Claremont.
Leta 2009 so ga izbrali za predstojnika Lorentzove stolice za to leto na Univerzi v Leidnu.
Bil je član: 
- Mednarodnega odbora za splošno teorijo relativnosti in gravitacijo,
- Odbora za sodelovanje v fiziki med ZDA in ZSSR,
- Ministrstva za vesoljske znanosti Nacionalne akademije znanosti ZDA, ki je svetoval Nasi in Kongresu o politiki vesoljske znanosti.

Kipa Thornea je revija Time izbrala na svoj letni seznam 100-ih najvplivnejših ljudi v ameriškem svetu leta 2016.

## Priredbe v medijih
- Thorne je prispeval zamisli o potovanju skozi črvine Carlu Saganu za rabo v njegovem romanu Stik (Contact).[54]
- Thorne in njegova prijateljica producentka in pisateljica Lynda Obst sta razvila tudi koncept za Nolanov film Medzvezdje.[55] Napisal je tudi knjigo povezano s temo v filmu The Science of Interstellar.
- V romanu Larryja Nivena Rainbow Mars tehnologija časovnega potovanja uporabljena v njem temelji na Thorneovih teorijah o črvinah, ki je bila v kontekstu romana, ko je časovno potovanje prvič postalo mogoče, in ne samo fantastika. Kot rezultat vsak poskus potovanja v času pred Thorneovim razvojem teorije o črvinah sledi potniku v času, ki vstopa v fantastično različico stvarnosti, in ne le dejansko preteklost.[56]
- V filmu Teorija vsega (The Theory of Everything) je Thornea igral angleški igralec Enzo Cilenti.[57][58]

## Izbrana dela

### Knjige in učbeniki
- Misner, Charles William; Thorne, Kip Stephen; Wheeler, John Archibald (september 1973), Gravitation, San Francisco: W. H. Freeman, ISBN 0-7167-0344-0{{citation}}:  Vzdrževanje CS1: samodejni prevod datuma (povezava)
- Thorne, K. S., in 300 Years of Gravitation, (ur.) S. W. Hawking in W. Israel, 1987, (Chicago: Univ. of Chicago Press), Gravitational Radiation.
- Thorne, K. S., Price, R. H. in Macdonald, D. M., Black Holes, The Membrane Paradigm, 1986, (New Haven: Yale Univ. Press).

### Znanstveni članki
- Friedman, J., Morris, M. S., Novikov, I. D., Echeverria, F., Klinkhammer, G., Thorne, K. S. and Yurtsever, U., Physical Review D., 1990, (v tisku), Cauchy Problem in Spacetimes with Closed Timelike Curves.